# Panair do Brasil
Panair do Brasil est une ancienne compagnie aérienne brésilienne basée à Rio de Janeiro, active de 1930 jusqu'en 1965. La compagnie fut dissoute par le régime militaire brésilien et ses actifs furent absorbés par Varig.

## Flotte

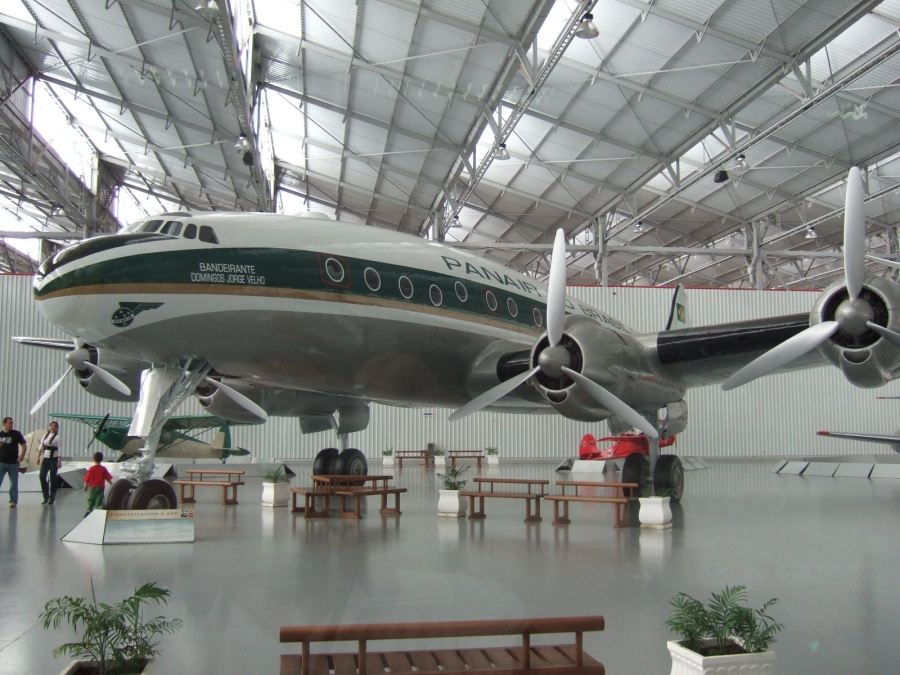
Un Lockheed Constellation de Panair Do Brasil exposé au Museu TAM.

La flotte se composait de 63 avions :
- 4 Douglas DC-8
- 14 Lockheed Constellation
- 23 Douglas DC-3
- 6 Douglas DC-7
- 4 Douglas DC-6
- 4 Sud-Aviation SE 210 Caravelle
- 8 Consolidated PBY Catalina

## Destinations

### Afrique
- Sénégal : Dakar

- Libéria : Monrovia

- Cap-Vert : Sal

- Égypte : Le Caire

### Amérique du Sud
- Argentine : Buenos-Aires

- Brésil : Aracaju, Bélem, Belo Horizonte, Brasilia, Campo Grande, Corumba, Cuiaba, Curitiba, Florianopolis, Fortaleza, Governador Valadares, Guajara-Mirim, João Pessoa, Maceió, Manaus, Marabá, Montes Claros, Natal, Porto Alegre, Porto Velho, Recife, Rio Branco, Rio de Janeiro, Santos, Salvador, Santarém, Sao Luis, São Paulo, Uberaba, Uberlândia, Vitoria

- Chili : Santiago

- Colombie : Leticia

- Paraguay : Asuncion

- Pérou : Iquitos, Lima

- Uruguay : Montevideo

### Asie
- Liban : Beyrouth

- Turquie : Istanbul

### Europe
- Allemagne : Düsseldorf, Francfort, Hambourg, Munich

- Espagne : Madrid

- France : Paris

- Italie : Milan, Rome

- Portugal : Lisbonne

- Royaume-Uni : Londres

- Suisse : Zurich